# Megalonema orixanthum
Megalonema orixanthum är en fiskart som beskrevs av John G. Lundberg och Dahdul 2008. Megalonema orixanthum ingår i släktet Megalonema och familjen Pimelodidae. Inga underarter finns listade i Catalogue of Life.